# Only You (And You Alone)

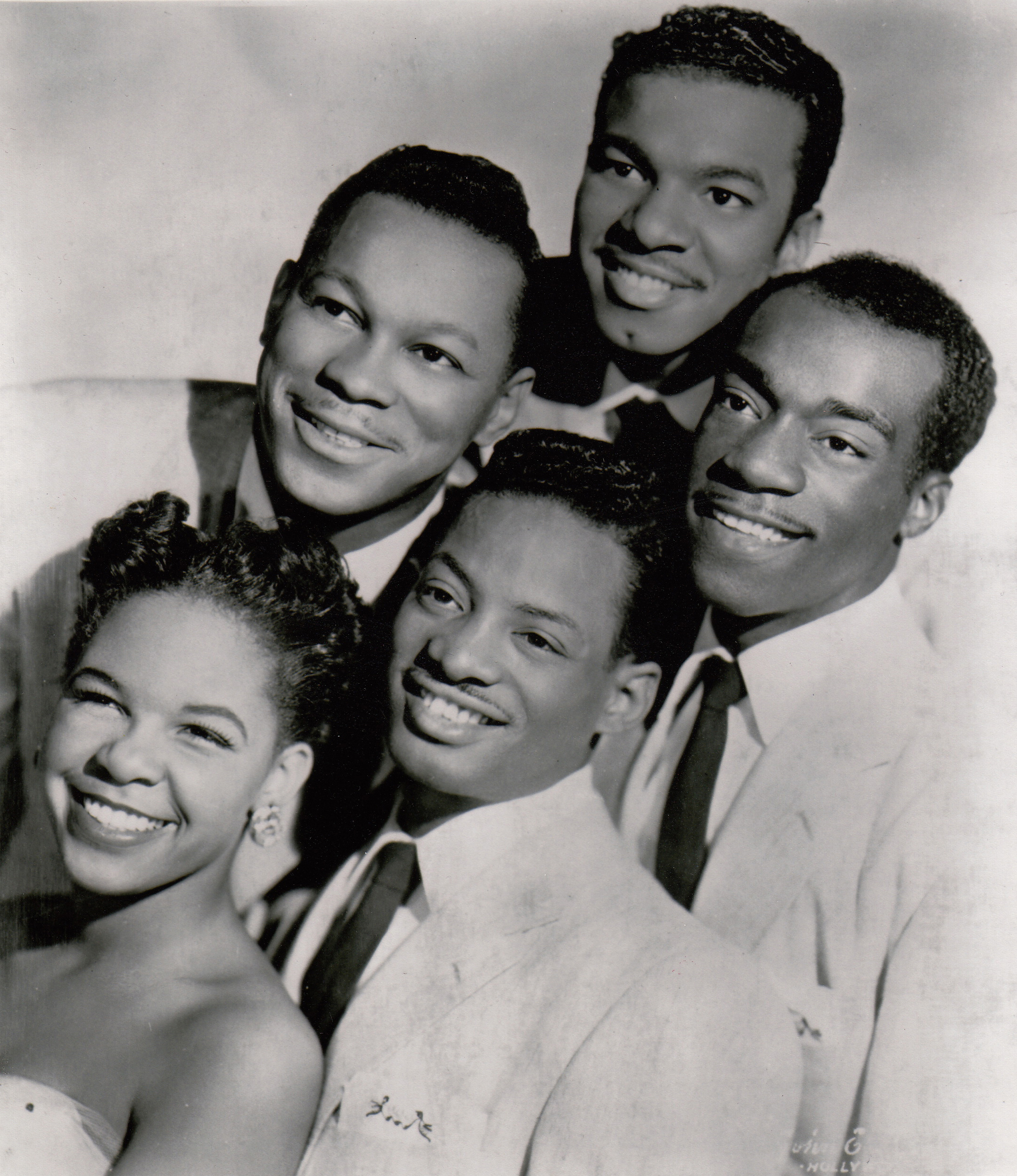
The Platters

Only You (And You Alone) ist ein R&B-Song der US-amerikanischen Doo-Wop-Gruppe The Platters aus dem Jahr 1955. Das Stück wurde ein Millionenseller und zum Evergreen.

## Entstehungsgeschichte
Das erste Plattenlabel der Platters war Federal Records, ein Tochterlabel von King Records. Dessen Label-Chef Ralph Bass konnte nach zwei Aufnahmesessions noch keinen Hit mit der jungen Gruppe vorweisen. Es folgte ein dritter Aufnahmetermin am 20. Mai 1954, bei dem Tenor Gaynel Hodge durch Zoletta Lynn „Zola“ Taylor ersetzt wurde. Eine der vier Aufnahmen dieser Session war Only You (And You Alone), komponiert vom Platters-Manager Buck Ram. Die Aufnahme war so schlecht, dass Labelchef Ralph Bass sie verwarf. Die Federal-Version war – im Vergleich zur späteren Hitversion – wesentlich langsamer, der Schwerpunkt des Arrangements lag auf dem Piano und der Leadgesang klang eingeengt. Nach sieben Singles verlor Federal Records das Interesse und entließ die Gruppe aus ihrem Plattenvertrag.
Im April 1955 erhielten die Platters einen Vertrag bei Mercury Records. Am 26. April 1955 kam es zu einer Aufnahmesession mit insgesamt fünf Titeln, worunter sich ebenfalls die Neuaufnahme von Only You befand. Auch der künstlerische Direktor von Mercury Records, Bob Shad, fand hieran keinen Gefallen. Buck Ram, der bei dieser Aufnahme die Pianobegleitung stellte, bestand auf der Veröffentlichung der Aufnahme und konnte sich durchsetzen. Diese Hitversion mit Gitarre, Piano, Bass und Schlagzeug ist etwas schneller als die Ursprungsfassung bei Federal Records und präsentiert einen freier, phrasierter und gefühlvoller singenden Tony Williams.

## Veröffentlichung und Erfolg

Platters - Only You (78 rpm)

Als Only You (And You Alone) / Bark, Battle And Ball wurde der Titel am 3. Juli 1955 unter Mercury #70633 (45 rpm) / #781017 (78 rpm) veröffentlicht. Innerhalb eines Monats gingen eine Million Exemplare von Only You über die Ladentheke, insgesamt wurden etwa zwei Millionen Exemplare verkauft. Am 30. Juli 1955 gelangte der Titel zunächst in die Rhythm-and-Blues-Hitparade, wo er für sieben Wochen auf dem ersten Rang blieb. Erst am 1. Oktober 1955 erreichte der Titel auch die Pop-Charts, mit Platz fünf als höchster Notierung. Die rivalisierende Version der weißen Band The Hilltoppers erreichte Platz drei der britischen und Platz acht der US-Charts. Only You entwickelte sich damit zu einem Crossover-Erfolg.
Am 21. März 1956 kam der Musikfilm Rock Around the Clock in die Kinos, worin die Platters, begleitet von der Ernie-Freeman-Combo, mit Only You und The Great Pretender vertreten waren. Only You wurde mit einem BMI-Award ausgezeichnet und 1999 in die Grammy Hall of Fame aufgenommen.

## Coverversionen
Insgesamt listet BMI 53 Coverversionen hiervon auf. Erfolgreichstes Cover war eine Instrumentalfassung des französischen Orchesterleiters Franck Pourcel & His Rocking Strings vom April 1959, der ebenfalls zwei Millionen Exemplare verkaufte.
Unter den weiteren Cover-Interpreten finden sich The Johnny Otis Show (1957), Carl Perkins (LP Dance Album of Carl Perkins; 1957), Brenda Lee (1961), Little Richard (1964) und Ringo Starr (1974). Von den Montecarlos gibt es eine deutsche Fassung unter dem Titel So wie Du (1958; Polydor #23817), der deutsche Text stammte von Ralph Maria Siegel.

## Verwendung in Soundtracks
Im Videospiel Far Cry 5 verwendet einer der Antagonisten das Lied, um Personen zu konditionieren und psychisch zu beherrschen.